# بدرية عبد الجواد
بدرية عبد الجواد (28 فبراير 1948 - 6 أغسطس 2009)، ممثلة مصرية. بدايتها الفنية كانت في مطلع عام 1967 عملت في أدوار مختلفة في العديد من الأفلام والمسلسلات  أعتزلت التمثيل عام 1997.
ممثلة مصرية، ولدت في عام 1948، وشاركت خلال مسيرتها الفنية في العديد من الأدوار المساعدة في السينما والتليفزيون، ففي السينما شاركت في أفلام (على باب الوزير، حب في الزانزانة، ليلة القبض على فاطمة، تزوير في أوراق رسمية، سعد اليتيم)، وفي التليفزيون شاركت في (هو وهى، ليالي الحلمية، البخيل وأنا، نصف ربيع الآخر). اعتزلت الفن في عام 1997، وتوفيت في عام 2009 عن عمر يناهز 61 عامًا.

## أعمالها

### مسلسلات
| - أمر ازالة:2002 - لعبة الحياة:1998 - أبناء دهشان:1997 - أهالينا:1997 - خالتي صفية والدير:1996 - عدل الأيام:1996 - بريق في السحاب:1996 - لعبة الأيام:1996 - حواء والتفاحة:1996 - رسالة خطرة:1996 | - نصف ربيع الآخر:1996 - عظمة يا ست:1995 - الزيني بركات:1995 - الصبر في الملاحات:1995 - شارع المواردي:(ج2)-1995 - الستات ميعملوش كده:1995 - سر الغائب:1994 - هالة والدراويش:1993 - دموع صاحبة الجلالة:1993-خادمة سوسن هانم | - بين ثلاثة:1991 - البخيل وأنا:1991-زوجة خليل - رجل آيل للسقوط:1991 - اليقين:1990 - الرجاء التزام الهدوء:1989 - ليالي الحلمية:(ج1، 2، 3)-1987، 1989، 1990 -فوزية - هو وهي:1985 - زهرة والمجهول:1984 - 1982: الحل اسمه نظيرة - عاشت مرتين:1982 | - أبواب المدينة:(ج1)-1981 - عم حمزه:1981 - مبروك جالك ولد:1980 - الطوفان - جنة حتحوت - وتبقى الأرض دائما - البركان - المرأة أصلها نمر - امرأة وثلاثة وجوه |

### أفلام
| - حلق حوش: 1997 - الكاس واحد: 1996-فتحيه خالة حمدي - عتبة الستات: 1995-الي سألتها ام مروج - في الصيف الحب جنون: 1995 - لحم رخيص: 1995 - ونسيت إني امرأة: 1994 - زيارة السيد الرئيس: 1994 - المرأة الأخطبوط: 1993-ام فيفي - ثلاثة على الطريق: 1993-زوجة والد خليل - أقوى الرجال: 1993 - الثعالب: 1993-مسجون في السجن - تووت تووت: 1993 - فخ الجواسيس: 1992 - الهجامة: 1992 - آي آي: 1992 - كيد العوالم: 1991-سيده - الأهطل: 1990 - درب الرهبة: 1990 - أحلام المعلمة طماطم: 1990 - البيضة والحجر: 1990-عزيزه - معركة النقيب نادية: 1990 - دليل المرأة الذكية: 1990 - المعلمة سماح: 1989-فوقية - قلب الليل: 1989-سيدة بالحارة - الأراجوز: 1989 - حارة برجوان: 1989 - كراكيب: 1989 - أغتصاب: 1989 - ابتسامة في نهر الدموع: 1988-هنيه خادمة سهام - التحدي: 1988 - ليلة في شهر 7: 1988 | - سلام يا صاحبي: 1987-نعيمة - الهاربات: 1987 - لعدم كفاية الأدلة !: 1987 - الطعنة: 1987-عنايات - دقة زار: 1986-ست جمالات - شادر السمك: 1986 - الهروب من الخانكة: 1986 - ناس هايصة وناس لايصة: 1986 - الضائعة: 1986 - مدام شلاطة: 1986 - عشرة على عشرة: 1985-مبروكة -الشغالة - سعد اليتيم: 1985-مساعدة زوبة - المدبح: 1985 - العايقة والدريسة: 1985 - لست مجرماً: 1985-عواطف -صاحبة البيت - ملائكة الشوارع: 1985-حميدة - إنقاذ ما يمكن إنقاذه: 1985 - المجنونة: 1985-الشغاله فوزيه - رمضان فوق البركان: 1985-سعدية - الحلال يكسب: 1985 - النشالات الفاتنات: 1985-انعام النشالة - خلي بالك من عقلك: 1985-فتحية - طابونة حمزة: 1984 - الراقصة والطبال: 1984 - الطيب أفندي: 1984 - حادي بادي: 1984-الشغالة - عندما يبكي الرجال: 1984-الجاره - ليلة القبض على فاطمة: 1984-أم فاطمة - بيت القاصرات: 1984 - تزوير في أوراق رسمية: 1984-نعيمه زوجة عبده - حادث النصف متر: 1983-سهام | - مملكة الهلوسة: 1983 - حب في الزنزانة: 1983-إحدى السجينات - المتشردان: 1983 - أنا مش حرامية: 1983-سجينة - كيدهن عظيم: 1983-عامله في المخبز - للفقيد الرحمة: 1982 - رجل في سجن النساء: 1982 - القفل: 1982 - أشياء ضد القانون: 1982-دريه زوجة زغلول الثانيه - المعتوه: 1982-سجينه - الحل اسمه نظيرة: 1982 - العار: 1982-هتوف -خادمة رؤي - الثأر: 1982 - على باب الوزير: 1982-الممرضة - دعوة خاصة جدا: 1982 - وضاع حبي هناك: 1982 - أرزاق يا دنيا: 1982 - فتوات بولاق: 1981 - انا في عينيه: 1981 - انتخبوا الدكتور سليمان عبد الباسط: 1981 - وقيدت ضد مجهول: 1981 - رحلة الرعب: 1981-الممرضة - دماء على الثوب الوردي: 1981 - عيون لا تنام: 1981 - رجل فقد عقله: 1980 - لا تظلموا النساء: 1980-الوجه الجديد -سجينه - سأعود بلا دموع: 1980-عاملة بالمصنع - الفقراء أولادي: 1980 - الأبالسة: 1980 - أبو البنات: 1980-في حفل عيد الميلاد - مخيمر دايما جاهز: 1980 | - الملاعين: 1979-من ضيوف حفل الزفاف - خلي بالك من جيرانك: 1979-إحدى الجارات - كرامتي: 1979 - حب فوق البركان: 1978-في طاقم الكباريه - سلطانة الطرب: 1978-راقصة - أذكريني: 1978 - حساب السنين: 1978-سعديه - أهلا يا كابتن: 1978 - وثالثهم الشيطان: 1978 - رجب فوق صفيح ساخن: 1978-بتشرب وسكي فالكباريه - المرأة الأخرى: 1978 - عيب يا لولو يا لولو عيب: 1978-عزيزه جارة من الشارع - الشباك: 1978 - آه يا ليل يا زمن: 1977 - أين المفر ؟..: 1977-في فرح على وليلى - شيلني وأشيلك: 1977 - الحب قبل الخبز أحيانًا: 1977-بدرية-خادمة ميرفت - وبالوالدين إحسانا: 1976 - فيفا زلاطا: 1976-كومبارس - الكل يحب: 1976 - لمن تشرق الشمس: 1976-في فرح سميرة - حافية على جسر الذهب: 1976 - بدور: 1974 - اين عقلي: 1974-الشغالة - اشرف خاطئة: 1973 - إمرأة ورجل: 1971-في فرح جاسر - غراميات مجنون: 1967 - اليوم المشهود - تحقيق - الرجل الذي قال لا |

### أخرى
| - أسم الشهرة: 1996 -سهرة تليفزيونية - باب النجار: 1995 -سهرة تليفزيونية-الخاطبة ام حسين - عيون لا ترى الحب: 1983 -سهرة تليفزيونية - الهبوط إلى أرض الملعب: سهرة تليفزيونية | - النشالة والجاسوس: مسلسل اذاعي - معركة انتخابية في عش الزوجية: سهرة تليفزيونية - الدنيا صغيرة جدا: سهرة تليفزيونية - الست عيشه: سهرة تليفزيونية |

## روابط خارجية
- بدرية عبد الجواد على موقع الدهليز
- بدرية عبد الجواد على موقع قاعدة بيانات الأفلام العربية